# 春花火
「春花火」(はるはなび)は、わーすたの7枚目のシングル。2021年3月3日にiDOL Streetから発売された。

## 概要
「CD+Blu-ray」、「CDのみ」、「ミュージックカード」(全6形態)の3種8形態で発売。
「春花火」は1月3日に開催された『TOKYO IDOL PROJECT × @JAM ニューイヤープレミアムパーティー2021』で初披露された。衣装デザイン・衣装製作は石原睦美が担当。振付はCRE8BOYが担当している。MVに登場する猫はでんぱ組.incの藤咲彩音の家に住んでいるカナルである。作曲を担当した草野華余子は「わーすたちゃんの歌唱力ならきっと歌いこなせる…！と、かなりレンジ広めの楽曲を作りました」と述べている。1月29日に歌詞が先行公開された。
「Congrats!」は2月6日に開催された『わーすた『春花火』リリース記念、配信ミニライブ＆オンライン特典会』で初披露された。振付は長岡美紅が担当している。

## 収録曲

### CD
1. 春花火 [4:36]
作詞：ヒグチアイ、作曲：草野華余子、編曲：岸田勇気
2. Congrats! [3:34]
作詞：園田健太郎、作曲・編曲：岸田勇気
3. 春花火(Instrumental)
4. Congrats!(Instrumental)

### Blu-ray
1. 春花火 MUSIC VIDEO
2. 春花火 MUSIC VIDEO -Dance Ver.-
3. 春花火 Making Movie

## 参加ミュージシャン
春花火
- Gt：奈良悠樹
- Ba：工藤嶺
- Strings：吉田宇宙Strings
- Piano & All other instruments：岸田勇気

Congrats!
- Dr：北村望
- Gt：小川翔
- Ba：高木祥太
- Piano & All other instruments：岸田勇気

## 音楽配信

### 先行配信
2021年2月17日に「春花火」が先行配信された。3月3日に本配信が開始されると同時にこれらのカタログは削除されている。

### 本配信
CD発売日の3月3日に「CD盤」(スマプラ対応)に収録されている4曲が配信された。
太字の配信サービスはハイレゾ音源を配信していることを示す。MVは「春花火」のMVも配信していることを示す。「Amazon Music」では2020年12月から2021年1月までにエイベックスのMVを既発曲を含めて順次ストリーミング配信開始したが、3月3日に「春花火」のMVは配信されず、代わりにそれまで未配信だった「清濁あわせていただくにゃー」のMVが配信された。

## イベント
新型コロナウイルス感染症の流行の影響でリリースイベントやmu-moショップスペシャルイベントは当初から予定されておらず、専らオンライン上でのイベントが開催されている。
| 日程                   | イベント名                                                           | 会場                                     | 備考                     |
| ---------------------- | -------------------------------------------------------------------- | ---------------------------------------- | ------------------------ |
| 2021年1月23日          | 生電話トーク会＆ロング生電話トーク会                                 | 各個人の電話機                           | イベント内容は公式HP参照 |
| 2021年1月31日・3月14日 | オンライン・ビデオトーク会                                           | Talkport                                 | イベント内容は公式HP参照 |
| 2021年2月13日          | オンライン3ショットグループトーク会                                  | Talkport                                 | イベント内容は公式HP参照 |
| 2021年1月16日          | 新春おみくじルーレット大会                                           | LINE LIVE                                | イベント内容は公式HP参照 |
| 2021年1月17日          | オンライン個別チェキ会（お年玉抽選会付き）                           | LINE LIVE                                | イベント内容は公式HP参照 |
| 2021年1月24日          | 直筆おみくじ会                                                       | LINE LIVE                                | イベント内容は公式HP参照 |
| 2021年2月7日           | ネットサイン会                                                       | LINE LIVE                                | イベント内容は公式HP参照 |
| 2021年2月21日          | 第2回ネットサイン会（CDジャケットサイズ生写真）                      | LINE LIVE                                | イベント内容は公式HP参照 |
| 2021年2月23日          | わーすたメンバーとデジタルビンゴ対決                                 | LINE LIVE                                | イベント内容は公式HP参照 |
| 2021年2月27日          | オンライン個別チェキ会                                               | LINE LIVE                                | イベント内容は公式HP参照 |
| 2021年3月3日           | ジャケット・ネットサイン会                                           | LINE LIVE                                | イベント内容は公式HP参照 |
| 2021年3月6日           | カップリング曲「Congrats!」用 メンバー自作ジャケット・ネットサイン会 | LINE LIVE                                | イベント内容は公式HP参照 |
| 2021年2月6日           | 配信ミニライブ＆オンライン特典会                                     | teket (ミニライブ) YouTube Live (特典会) | イベント内容は公式HP参照 |
| 2021年2月14日          | グループ即興デート演技会                                             | Zoom                                     | イベント内容は公式HP参照 |
| 2021年2月28日          | 「春花火」発売記念 第3回 わーすたカップ                              | YouTube                                  | イベント内容は公式HP参照 |

このほか、『春花火リリースキャンペーン』として、今春にそれぞれの場所で”新しいスタート”を迎える「親子」、「カップル」、「友達」のエピソードを募集した。